# Danil Sergejewitsch Lyssenko
Danil Sergejewitsch Lyssenko (russisch Данил Сергеевич Лысенко, engl. Transkription Danil Lysenko; * 19. Mai 1997 in Birsk, Baschkortostan) ist ein russischer Hochspringer.

## Sportliche Laufbahn
Erste internationale Erfahrungen sammelte Danil Lyssenko beim Europäischen Olympischen Jugendfestival 2013 in Utrecht, bei dem er mit 2,08 m die Goldmedaille gewann. Ein Jahr darauf wurde er bei den Juniorenweltmeisterschaften in Eugene Sechster mit 2,22 m. Einen Monat später gewann er bei den zum zweiten Mal ausgetragenen Olympischen Jugendspielen in Nanjing mit 2,20 m die Goldmedaille. 2015 startete er bei den Junioreneuropameisterschaften im schwedischen Eskilstuna und erreichte mit 2,17 m den fünften Platz.
2017 war der russische Verband von den Weltmeisterschaften in London ausgeschlossen. Da Lyssenko sich einem vom Weltverband (IAAF) als vertrauenswürdig erachteten Kontrollsystem unterworfen hatte, durfte er als Einzelstarter in einem Team mit dem Namen „Authorised Neutral Athletes“ teilnehmen. Bei den Weltmeisterschaften gewann er mit 2,32 m die Silbermedaille hinter dem Katari Mutaz Essa Barshim. In dem Jahr wurde er auch russischer Meister im Hochsprung.
2018 nahm er an den Hallenweltmeisterschaften in Birmingham teil und gewann dort mit 2,36 m die Goldmedaille vor Barshim. Im Juli verbesserte er beim Diamond-League-Meeting Herculis in Monaco seine persönliche Bestleistung auf 2,40 m.

### Dopingsperre
Da Lyssenko in zwölf Monaten drei Dopingtests verpasste, verlor er wegen Verletzung der Antidopingregeln sein Startrecht als neutraler Athlet bei den Europameisterschaften 2018 in Berlin. Um sich nachträglich zu rechtfertigen, wurden eine Krankheit und ein Autounfall erfunden. Lyssenko ließ sich deshalb nachträglich untersuchen und gab Proben ab. Diese wurden umdatiert und der Moskauer SD Klinik zugeordnet. Wie sich jedoch später herausstellte, war jene Klinik zum rückdatierten Zeitpunkt jedoch schon abgerissen worden. Daher wurde nachträglich eine Homepage erstellt, um dies zu kaschieren. Erst im April 2019 gab er den Betrug zu und nannte auch seine Komplizen.
Im Zuge der 15-monatigen Ermittlungen der Unabhängigen Integritätskommission (AIU) des Leichtathletik-Weltverbandes IAAF gegen Lyssenko wurden im Dezember 2019 RUSAF-Chef Schljachtin und sechs weitere Funktionäre wegen „ernsthafter Verstöße gegen die Anti-Doping-Richtlinien“ gesperrt, da sie unter anderem gefälschte Dokumente erstellt haben sollen, die Lyssenko entlasten sollten. Am 5. Juli 2021 informierte die AIU über die finale Entscheidung, dass Lyssenko vom Internationalen Sportgerichtshof (CAS) für sechs Jahre ab dem 3. August 2018 gesperrt wurde. Von der Sperre wurden ihm zwei Jahre erlassen, weil er sich in dem langwierigen Verfahren kooperativ gezeigt und „substanziell“ zur Aufklärung beigetragen habe. Die Sperre dauerte vom 1. Juli 2018 bis zum 2. August 2022.

## Persönliche Bestleistungen
- Hochsprung: 2,40 m, 20. Juli 2018 in Monaco
  - Hochsprung (Halle): 2,37 m, 27. Januar 2018 in Hustopeče